# Lourival Freitas
Lourival do Carmo Freitas, mais conhecido como Lourival Freitas, (Macapá, 24 de janeiro de 1955) é um analista de sistemas e político brasileiro, outrota deputado federal pelo Amapá.

## Dados biográficos
Filho de João Sampaio de Freitas e Maria do Carmo de Freitas. Ingressou na Universidade Federal do Pará em 1974 como aluno de engenharia civil, mas abandonou o curso no ano seguinte e em 1976 migrou para São José dos Campos onde formou-se em Processamento de Dados pelo Instituto Tecnológico de Aeronáutica no ano de 1978. Trabalhou no Banco Mercantil de São Paulo, VASP e na ICI Brasil antes de entrar na Faculdade de Economia São Luís na capital paulista em 1983, mas abandonou o curso e regressou a Macapá no ano seguinte.
Nomeado pelo governador Aníbal Barcelos para trabalhar como gerente do Centro de Processamento de Dados da Companhia de Eletricidade do Amapá em 1984, Lourival Freitas militou junto ao Sindicato das Indústrias Urbanas de Macapá filiando-se a seguir ao PT, sendo derrotado ao tentar uma cadeira na Câmara dos Deputados em 1986. Eleito deputado federal pelo Amapá em 1990, votou a favor do impeachment de Fernando Collor em 1992, não sendo reeleito nos dois pleitos seguintes, mas no interregno entre uma disputa e outra foi chefe do escritório do Amapá em Brasília durante o primeiro governo João Capiberibe. Candidato a senador em 2002, não obteve êxito.